# Kerivoula
Kerivoula es un género de murciélagos microquirópteros de la familia Vespertilionidae conocidos vulgarmente como murciélagos pintados. Las especies de este género están ampliamente distribuidas desde Sudáfrica, pasando por India y el sur de Asia, hasta Nueva Guinea y el noreste de Australia.

## Especies
Se han descrito las siguientes especies:
- Kerivoula africana Dobson, 1878
- Kerivoula agnella Thomas, 1908
- Kerivoula argentata Tomes, 1861
- Kerivoula cuprosa Thomas, 1912
- Kerivoula eriophora (Heuglin, 1877)
- Kerivoula flora Thomas, 1914
- K. furva Kuo, Soisook, Ho, Csorba, Wang y Rossiter, 2017[2]
- Kerivoula hardwickii (Horsfield, 1824)
- Kerivoula intermedia Hill & Francis, 1984
- Kerivoula kachinensis[3] Bates et al., 2004
- Kerivoula krauensis[4] Francis, Kingston y Zubaid, 2007
- Kerivoula lanosa (A. Smith, 1847)
- Kerivoula lenis Thomas, 1916
- Kerivoula minuta Miller, 1898
- Kerivoula muscina Tate, 1941
- Kerivoula myrella Thomas, 1914
- Kerivoula papillosa (Temminck, 1840)
- Kerivoula pellucida (Waterhouse, 1845)
- Kerivoula phalaena Thomas, 1912
- Kerivoula picta (Pallas, 1767)
- Kerivoula smithii Thomas, 1880
- Kerivoula titania[5] Bates et al., 2007
- Kerivoula whiteheadi Thomas, 1894